# Tootie Robbins
James Elbert "Tootie" Robbins (Windsor, 2 de junio de 1958 - Arizona, 2 de agosto de 2020) fue un jugador de fútbol americano profesional que se desempeñó como liniero ofensivo en la National Football League (NFL) de 1982 a 1993.

## Biografía
Originario de Carolina del Norte, Robbins asistió a Bertie High School en Windsor. Luego jugó fútbol americano universitario en la Universidad del Este de Carolina. Fue seleccionado por Associated Press (AP) como liniero interior del primer equipo en el equipo de fútbol All-South Independent de 1981. También recibió honores de segundo equipo de la AP en su equipo All-America de 1981.
Fue seleccionado por los St. Louis Cardinals en la cuarta ronda del Draft de la NFL de 1982 y jugó como tackleador derecho para el equipo de 1982 a 1991, siguiendo al equipo cuando se mudó a Phoenix en 1988. Durante su tiempo con los Cardinals, inició 122 juegos, incluida una racha de 32 juegos consecutivos.
En enero de 1992, los Green Bay Packers adquirieron a Robbins de los Cardinals a cambio de una futura selección del draft. Fue titular en 26 partidos para los Packers durante las temporadas de 1992 y 1993. Antes de la temporada de 1994, los Packers le pidieron a Robbins que aceptara un recorte salarial de 1,5 millones de dólares a 250.000 dólares. En lugar de aceptar el recorte salarial, Robbins a los 36 años anunció su retiro en septiembre de 1994.
Robbins falleció a los 62 años el 2 de agosto de 2020 por COVID-19 durante la pandemia de COVID-19 en Arizona.